# Jaslovské Bohunice
Jaslovské Bohunice ist eine Gemeinde im Okres Trnava in der Slowakei. Sie liegt zirka 60 Kilometer nordöstlich der Hauptstadt Bratislava.
Die Gemeinde entstand am 12. Juli 1958 durch den Zusammenschluss der Gemeinden Bohunice (deutsch Bohunitz) und Jaslovce (deutsch Jasslowitz). 1975 kam auch der Ort Radošovce (dem seinerseits wiederum 1974 der Ort Paderovce (deutsch Pagirowitz) angeschlossen wurde) hinzu, Radošovce ist aber seit 1990 wieder eine eigenständige Gemeinde.
Jaslovské Bohunice ist vor allem bekannt durch das in seiner Nähe gelegene Kernkraftwerk Bohunice. Dieses produziert zirka 40 Prozent des slowakischen Strombedarfs und versorgt die Stadt Tyrnau mit Fernwärme. Trotz seiner großen Bedeutung für die slowakische Stromversorgung und trotz vorgenommener Modernisierung soll das Kernkraftwerk bis 2025 vollständig abgeschaltet werden. Der erste Block wurde bereits Ende 2006 abgeschaltet. Die Europäische Union unterstützt diesen Prozess mit rund 150 Millionen €.

## Bevölkerung
| Jahr                | 1994 | 2004     | 2014     | 2024     |
| ------------------- | ---- | -------- | -------- | -------- |
| Anzahl der Personen | 1656 | 1848     | 2124     | 2433     |
| Unterschied         |      | +11,59 % | +14,93 % | +14,54 % |

| Jahr                | 2023 | 2024    |
| ------------------- | ---- | ------- |
| Anzahl der Personen | 2415 | 2433    |
| Unterschied         |      | +0,74 % |